# Adelphomyia paucisetosa
Adelphomyia paucisetosa är en tvåvingeart som beskrevs av Alexander 1931. Adelphomyia paucisetosa ingår i släktet Adelphomyia och familjen småharkrankar. Inga underarter finns listade i Catalogue of Life.